# Veikko Aleksanteri Heiskanen
Veikko Aleksanteri Heiskanen, también conocido como "Veikko Alexander Heiskanen", (23 de julio de 1895 - 23 de octubre de 1971) fue un geodesta y geofísico finlandés. En la década de 1930 fue considerado en círculos científicos internacionales como el más importante geodesta del mundo.
Es conocido por el desarrollo a escala mundial de la teoría de la isostasia planteada por George Biddell Airy, mediante la determinación del denominado geoide de Columbus, su gran proyecto mientras trabajó en la Universidad Estatal de Ohio.
También es conocido en su país porque entre 1933 y 1936 intervino intensamente en política, impulsando la defensa de la identidad finlandesa.

## Vida y Obra
Heiskanen nació en una familia cristiana devota de pequeños agricultores. Sus padres eran Heikki Heiskanen y Fredriikka Jurvanen. Era el menor de nueve hermanos. A los seis años, comenzó su educación en la escuela primaria con sus hermanos Oskar y Otto. Su maestra notó enseguida el talento de Veikko, y convenció a sus padres para enviarle a la escuela secundaria en San Petersburgo, donde residía su tía abuela, que contribuyó a costear sus estudios.
Después de graduarse en la escuela secundaria en 1914, Heiskanen inició sus estudios en la Facultad de Física y Matemáticas de la Universidad de Helsinki. Obtuvo la licenciatura en tres años, en un ambiente en el que se criticaban los métodos anacrónicos de enseñanza de la física. Entre sus maestros de entonces, destaca el matemático Ernst Lindelöf.
En el verano de 1917, Heiskanen (un patriota apasionado), fue miembro fundador de la milicia civil. Sin embargo, el primer trabajo que encontró fue en una escuela secundaria, donde fue profesor de matemáticas entre 1917 y 1918, siendo encarcelado en San Petersburgo en plena revolución rusa. Sin embargo, pudo escapar y llegar a Finlandia vadeando un río fronterizo. Una vez en Finlandia, continuó su carrera de maestro, impartiendo clases de matemáticas y de ciencias naturales en el Liceo Mikkeli.
En verano de 1919, se trasladó a la Institución Meteorológica Central, donde era asistente de estudios sobre el magnetismo terrestre. Sin embargo, Heiskanen estaba más interesado en la astronomía, por lo que entre 1920 y 1921 continuó su educación en Alemania con Hans Ludendorff. Heiskanen estudió astronomía, física, geofísica y matemáticas en el Observatorio de Potsdam. Por entonces, mantenía correspondencia con su compatriota Vilho Väisälä, que estaba estudiando en la Universidad de Gotinga.
En Potsdam Heiskanen escribió seis publicaciones, apareciendo una de ellas en la "Zeitschrift für Physik", y otras cuatro en diversas ediciones de la revista "Astronomische Nachrichten". Uno de estos últimos estudios también se publicó en los anales de la Academia Finlandesa de las Ciencias. En estos trabajos, abordó el estudio de cómo el efecto de la fricción de las mareas y el movimiento lunar afectan a la duración del día. Su tesis doctoral, titulada "Über Untersuchungen Schwerkraft und isostasie", la completó en 1924.
En mayo de 1923, Heiskanen se casó con Kaarina Levannon, que le llevaba cuatro años de edad. La había conocido años antes en sus visitas a casa de Yrjö Väisälä. La esposa de su amigo era hermana de Kaarina, por lo que se convirtieron en cuñados.
Después de regresar de Alemania a Finlandia, Heiskanen se dio cuenta de que no había trabajo en el campo de la astronomía, por lo que hubo de dedicarse al campo de la topografía. En el período 1921-1931 trabajó en la FGI dedicado a la geodesia, y en el período 1928-1949 fue profesor de la Universidad Tecnológica de Helsinki. Entre 1936 y 1949 fue Vicepresidente del Instituto Internacional de Isostática, y entre 1949 y 1961 fue director del Instituto Geodésico Finlandés.
La actividad de Heiskanen en los Estados Unidos se inició en 1948, primero como profesor del Caltech, y después en 1950 como profesor visitante en la Universidad Estatal de Ohio, donde estuvo dedicado a la docencia y a la investigación entre 1951 y 1961. En este período, desarrolló la idea del "Geoide de Columbus", mediante la elaboración de un programa mundial de mediciones gravimétricas.

### Programa del "Geoide de Columbus"
Cuando a principios de la década de 1950 se presentó a la comunidad científica de Estados Unidos "el Programa del Geoide de Columbus" (que debe su nombre a la ciudad de Columbus, donde está situada la Universidad Estatal de Ohio), la recepción fue doble. Algunos vieron el programa como revolucionario, intuyendo las posibilidades de la topografía global para prestar a la sociedad un servicio importante. Sin embargo, a otros les pareció inviable. Inicialmente, el programa estaba basado en una publicación titulada "El Sistema Geodésico Mundial", editada en 1951 por el Instituto Geodésico de Finlandia. En un primer momento, el programa se enfrentó al problema de encontrar financiación. La Universidad de Ohio no disponía de los recursos necesarios, lo que significaba que la financiación debía incluir al Gobierno Federal de los Estados Unidos, de modo que Heiskanen se vio obligado a ceder el proyecto después de un año y medio de trabajo. Sin embargo, después de una serie de recomendaciones de la Unión Internacional de Geodesia y Geofísica (IUGG), en agosto de 1951 Heiskanen recuperó el control del programa.
Heiskanen adquirió datos gravimétricos disponibles de muchas partes del mundo, procedentes fundamentalmente de los trabajos de universidades y de empresas petroleras. En 1952, había recopilado datos de 31 países, y en 1959, ya eran 59 países. Unos años más tarde, el trabajo estaba casi terminado. Con estos datos, el equipo de colaboradores de Heiskanen (utilizando un ordenador IBM 650), procedió al ajuste de un nuevo geoide de referencia, donde primaban los datos tomados en el hemisferio norte (en el hemisferio sur había muchos menos datos disponibles). De acuerdo con los resultados obtenidos, se pudo contrastar la precisión de los modelos geodésicos existentes hasta la fecha. Por ejemplo, se comprobó que la parte occidental del Atlántico se había considerado hasta entonces más de 40 metros por debajo de su posición real respecto al centro de masas de la Tierra; que el este, el centro y el suroeste de Europa, estaban unos 40 metros demasiado altos; que la India quedaba unos 25 metros demasiado baja; o que los archipiélagos situados al este de la India, quedaban unos 20 metros demasiado altos con respecto al nuevo ajuste del geoide. En la costa sur de Finlandia, la superficie considerada hasta entonces quedaba unos 10 metros por debajo del elipsoide de referencia. Berlín tenía unos 30 metros de diferencia, y en España, el norte de África y el Mediterráneo Occidental, la diferencia era de unos 40 metros. Desde el punto de vista de Heiskanen, estas diferencias eran causadas por la acumulación de materiales de distintas densidades en la corteza terrestre.
Como ya se ha indicado, el "Geoide de Columbus" debe su nombre a la Universidad Estatal de Ohio, de acuerdo con su ubicación, pero Heiskanen opinaba de forma humorística que podría haberse llamado perfectamente "Geoide de los finlandeses de norteamérica", debido a la crucial intervención de muchos científicos finlandeses en el programa. Hasta siete destacados geodésicos finlandeses participaron en el trabajo.

## Participación política y en organizaciones no gubernamentales

### La cuestión universitaria
El contenido de la Ley de Universidades de 1923 en Finlandia, obligaba a las universidades a impartir la enseñanza en finés y en sueco, respetando la presencia de estudiantes de habla finlandesa y de habla sueca. El profesorado tenía que saber un segundo idioma a la perfección si se quería dedicar a la enseñanza. Sin embargo, Heiskanen tenía muy presentes las dificultades que había experimentado durante su época de estudiante en la Universidad, donde las clases eran principalmente en sueco. Padeció este tipo de barreras del idioma, y consideraba que el idioma sueco no era el más adecuado para potenciar la formación internacional de los estudiantes.
Según Heiskanen, la Ley de Universidades debía potenciar el uso de la lengua finesa, y la puesta en marcha de una serie de cátedras temporales en inglés, lo que traería sangre joven a un ambiente rancio. Pero pronto se hizo evidente en la práctica que muchos alumnos no recibieron ninguna instrucción en finés, y con frecuencia dieron clase profesores que en realidad no hablaban finlandés.
En 1935, Heiskanen publicó un manifiesto dedicado a la cuestión de la lengua en la universidad, en el que sostenía una decidida postura, defendiendo que la solución correcta era hacer la Universidad de Helsinki totalmente en finés. Después de diversas gestiones políticas y administrativas, se logró un amplio apoyo a esta reforma.

### Sociedad Académica deCarelia
A raíz de la rebelión de Mäntsälä, Heiskanen dimitió en 1932 como Académico de la Sociedad Académica de Carelia, debido a disensiones en el seno de la organización relativas a la condena del levantamiento.

### Parlamento de Finlandia
En 1933, Heiskanen fue elegido por una legislatura al parlamento finlandés, convirtiéndose en el más activo defensor de la enseñanza universitaria en finés. Su manera entusiasta de dirigir los asuntos, contrastaba con su actitud sin prejuicios de expresar opiniones radicales (provocando una fuerte oposición a sus posturas), por lo que no pudo hacer carrera en el parlamento.
Intervino en diversas iniciativas legislativas, como la llamada "Ley Heiskanen", en la que se regulaba la modificación de la grafía de unos 250·000 apellidos finlandeses. Entre 1933 y 1948, Heiskanen fue también Presidente de la Asociación Suomalaisuuden.

## Honores
Heiskanen fue galardonado por la Unión Geofísica Americana en 1956 con la Medalla William Bowie (en su edición nº18), homólogo más cercano al Premio Nobel en el campo de la geofísica.
Heiskanen era miembro de numerosas academias científicas, incluyendo entre otras:
- Academia Americana de las Artes y las Ciencias
- Deutsche Akademie der Wissenschaften zu Berlin
- Sociedad Geológica de Londres
- Det Norske Videnskaps-Academia
- Accademia Nazionale dei Lincei
- Academia Pontificia de las Ciencias[20]
- Real Sociedad Geográfica de Holanda
- Asociación Internacional de Geodesia

Así mismo, era doctor honoris causa por las universidades siguientes:
- Doctor honoris causa por la Universidad de Bonn
- Doctor honoris causa por la Universidad Tecnológica de Helsinki
- Doctor honoris causa por la Universidad Estatal de Ohio
- Doctor honoris causa por la Universidad de Uppsala

La Universidad Estatal de Ohio instituyó desde 1964 los premios "Kaarina y Weikko A. Heiskanen", en reconocimiento a investigadores en geodesia destacados y a jóvenes investigadores en geodesia.
Heiskanen recibió diversos premios gubernamentales, como la Estrella Blanca al Mérito de Estonia.
Con ocasión de su 60 cumpleaños, se editó un libro conmemorativo, titulado:

Celebración dedicada al Profesor A. Heiskanen por su 60 cumpleaños. Helsinki: FGI. 1955.
En honor de Heiskanen, se celebra anualmente en julio-agosto el "Sun Day" (día del sol) en el Observatorio de la Colina de Taurus, donde se erigió un monumento en su honor en el año 2013.

### Retratos
- Monumento en bronce, obra de Nina Sailo, situado en el Observatorio de la Colina de Taurus, en Kangaslampi.
- Relieve en bronce de Viljo Savikurki para el Sindicato Suomalaisuuden, fechado en 1955.
- Retrato para la FGI pintado por Efrain Tilviksen en 1962.

## Publicaciones
Heiskanen escribió durante los años de 1921 a 1967 cerca de 150 publicaciones:
- Heiskanen, W. (1924). Über Untersuchungen Schwerkraft und isostasie (Tesis). Helsinki: FGI.
- Heiskanen, W. (1924). Die zwei Vergleichung von Ablesungsverfahren des Normalbarometers. Helsinki: Departamento Centro Meteorológico.
- Bonsdorff, I. et al. (1924). Die Beobachtungsergebnisse der südfinnischen Triangulation in den Jahren 1920–1923. Helsinki: FGI.
- Heiskanen, W. (1926). Schwerkraft und isostatische Kompensation in Norwegen. Helsinki: FGI.
- Heiskanen, W. (1926). Die Erddimensionen nach den Europäischen Gradmessungen. Helsinki: FGI.
- Heiskanen, W. (1929). Über die Elliptizität des Erdäquators. Helsinki: FGI.
- Bonsdorff, I. et al. (1929). Die Beobachtungsergebnisse der südfinnischen Triangulation in den Jahren 1926-1928. Helsinki: FGI.
- Heiskanen, W. (1929). Star World. basada en la obra de H. Ludendorff "Astronomía Popular" (séptima edición. WSOY.
- Heiskanen, WA (1937). Fundamentos de Astronomía. WSOY.
- Heiskanen, WA (1948). Astronomía 1. Desarrollo histórico de la astronomía: ayudas y métodos de trabajo. Astronomía Solar. WSOY.
- Heiskanen, WA (1950). Astronomía 2. Estructura y doctrina de la radiación de fondo: el sistema de la Vía Láctea y el espacio. Sistemas estelares: el nacimiento del cosmos y la evolución en términos de la cosmogonía. WSOY.
- Heiskanen, W. (1951). El Sistema Geodésico Mundial. Helsinki: FGI.
- Heiskanen, WA y Vening Meinesz FA (1958). La Tierra y su campo gravitatorio. McGraw-Hill.
- Heiskanen, WA y Moritz, H. (1967). [http:// www.springerlink.com/content/c2q63746p1tkv445/ Physical geodesy] (en francés) 86 (1). Bulletin Géodésique. pp. 491-2. doi:10.1007/BF02525647.

Entre estas publicaciones, tuvo especial relevancia su "Physical Geodesy", escrito en colaboración con el geodesta austríaco Helmut Moritz, y traducido al español con el título "Geodesia Física".